# Astacilla bonnierii
Astacilla bonnierii là một loài chân đều trong họ Arcturidae. Loài này được Stephensen miêu tả khoa học năm 1915.